# Milan Bomaštar
Milan Bomaštar (serbisch-kyrillisch Милан Бомаштар; * 10. Juli 1999 in Novi Sad, BR Jugoslawien) ist ein serbischer Handballspieler.

## Karriere

### Verein
Der 2,01 m große Torhüter lernte das Handballspielen beim serbischen Verein Metaloplastika Šabac, bei dem er ab 2015 in der ersten Mannschaft auflief. Mit Šabac nahm er am EHF-Pokal 2019/20 teil. Im Sommer 2021 wechselte er in die erste spanische Liga, die Liga Asobal, zu Ademar León. International nahm die Mannschaft an der EHF European League 2021/22 teil. Nach einem Jahr wurde sein Vertrag seitens des Vereins nach einem von ihm verschuldeten Autounfall aufgelöst. Daraufhin unterschrieb er beim schwedischen Erstligisten IFK Skövde HK. Seit 2023 steht er beim französischen Erstligisten C’ Chartres Métropole HB unter Vertrag.

### Nationalmannschaft
In der serbischen A-Nationalmannschaft debütierte Milan Bomaštar im Jahr 2020. Bei den Mittelmeerspielen 2022 gewann er mit der serbischen Auswahl die Bronzemedaille. Er stand im Aufgebot für die Europameisterschaft 2022 und die Weltmeisterschaft 2023. Bisher bestritt er 18 Länderspiele.